# Huashanentulus huashanensis
Huashanentulus huashanensis är en urinsektsart som beskrevs av Yin 1980. Huashanentulus huashanensis ingår i släktet Huashanentulus och familjen lönntrevfotingar. Inga underarter finns listade i Catalogue of Life.